# Markquis Nowell
Markquis Morris Nowell (New York, 25 dicembre 1999) è un cestista statunitense, professionista nella NBA.

## Carriera
Dopo aver trascorso la carriera universitaria tra i Little Rock Trojans e i KSU Wildcats, con cui ha vinto il Bob Cousy Award, il 3 luglio 2023, dopo non essere stato scelto al Draft NBA, firma un two-way contract coi Toronto Raptors.

## Premi e riconoscimenti
- Bob Cousy Award (2023)